# 강산여차다교
《강산여차다교》(江山如此多娇)는 2021년 방송되었던 중국의 드라마이다.

## 소개
- 빈곤한 마을의 젊은이들이 힘을모아 어려움을 극복히고 이끌어 빈곤을 벗어나게되는 빈곤극복 드라마

## 등장 인물
- 뤄진 - 복천생 역
- 위안산산 - 사구 역
- 심몽진 (沈梦辰) - 향희매 역
- 장자건 (张子健) - 진보성 역
- 리천 (李倩) - 전혜 역
- 주박 (周璞) - 료귀상 역
- 형호 (荆浩) - 전가왕 역
- 마량 (马亮) - 향등고 역
- 왕규송 (王奎荣) - 전수춘 역
- 석량 (石凉) - 강사유 역
- 오우연 (伍宇娟) - 고설도 역
- 방효리 (方晓莉) - 진처 역
- 우리펑 (邬立朋) - 석교금 역
- 팡쯔빈 (房子斌) - 반학빈 역
- 장양양 (张阳阳) - 가암 역
- 왕쓰이 - 료경남 역
- 범첨첨 (Vila Fan) - 용동화 역

## 참고 사항
- 극중 복천생과 사구 역을 맡았던 뤄진과 위안산산은 미인제조 이후 7년만에 재회하였다.
- 드라마 안가 : Selling Dream을 연출했던 안건 감독이 1년만에 선보이는 작품으로 극중 서문창 역을 맡은 뤄진과 인연이 있다.
- 해당드라마는 장신청의 소속사 EE-Media에서 제작한 작품이기도 하다.